# Teresa Andresen
Maria Teresa Lencastre de Melo Breiner Andresen, conhecida como Teresa Andresen (Porto, 7 de junho de 1957), é uma arquitecta paisagista portuguesa. Em 2020, foi a primeira pessoa a receber o Prémio Gonçalo Ribeiro Telles.

## Biografia
Teresa Andresen nasceu no Porto em 1957 e cresceu junto à praia da Granja, em Vila Nova de Gaia. O seu interesse pela natureza e pela paisagem surgiu em criança, pelo tempo que passou com a sua mãe enquanto jardinava. É sobrinha de Sophia de Mello Breyner Andresen.
No liceu fez o curso de Económicas para entrar na Faculdade de Economia da Universidade do Porto. Em 1974, foi estudar um ano para os EUA, onde decidiu que queria ser arquitecta paisagista. Em 1976 entrou para o Instituto Superior de Agronomia para a licenciatura em Arquitectura Paisagista, que só durou 4 meses. Mudou para o curso de Engenharia Agronómica e fez o curso livre de Arquitectura Paisagista, que concluiu em 1982.
Em 1984 tirou o mestrado em arquitectura paisagista na Universidade de Massachusetts. Em 1992 doutorou-se pela Universidade de Aveiro em Ciências do Ambiente.

## Percurso
Nos anos 80 começou a sua carreira profissional, a trabalhar no plano de urbanização do Porto e simultaneamente, na EDP, envolvida na integração paisagística de barragens.
Entre 1992 e 1994, foi presidente da Associação Portuguesa dos Arquitectos Paisagistas.
Entre 1996 e 1998 dirigiu o Instituto da Conservação da Natureza, actual ICNF. Entre 2007 e 2009 esteve à frente do Parque da Fundação de Serralves e entre 2007 e 2014, foi directora do Jardim Botânico do Porto.
Foi docente no Instituto Superior de Agronomia e na Universidade de Aveiro. Em 2002, fundou o curso de Arquitectura Paisagista na Faculdade de Ciências da Universidade do Porto, onde leccionou entre 2002 e 2014.
Entre 2002 e 2008 foi membro do Conselho Científico da Agência Europeia de Ambiente, e vice-presidente em 2008.
Em 4 de Abril de 1989 assinou o documento de fundação da European Foundation For Landscape Architecture (EFLA), em representação da Associação Portuguesa de Arquitectura Paisagista.
Entre 1995 e 1996 foi membro do Comité de Educação da EFLA. Após assumir a vice-presidência dessa mesma organização, entre 2004 a 2007 assumiu a presidência, a que se seguiu em 2007 a vice-presidência da Federação Internacional de Arquitectura Paisagista (IFLA).
Participou na elaboração da candidatura da Região Demarcada do Douro a Património Mundial da UNESCO (Organização das Nações Unidas para a Educação, a Ciência e a Cultura).
Em 2020, Andresen acumula os cargos de presidente da Associação Portuguesa dos Jardins Históricos e membro do Conselho Nacional do Ambiente e Desenvolvimento Sustentável e é ainda membro do Comité Científico da Fundação Benetton, perita de Portugal na Comissão Permanente do Património Mundial da UNESCO e Membro do Conselho Consultivo da Missão Alto Douro Vinhateiro Património Mundial.

## Reconhecimentos e Prémios
Em Janeiro de 2020, Andresen foi a primeira pessoa a receber o prémio Gonçalo Ribeiro Telles para o Ambiente e Paisagem, uma iniciativa do Instituto Superior de Agronomia da Universidade de Lisboa, da Causa Real, da Ordem dos Engenheiros e da Associação Portuguesa dos Arquitectos Paisagistas e destina-se a personalidades que tenham se destacado por seu trabalho na área. Andresen foi distinguida enquanto “protagonista de intervenções vanguardistas e transformadoras no Ambiente e na Paisagem” e pelo seu “percurso de vida fortemente ligado ao serviço do bem comum”. A cerimónia de entrega foi realizada na Fundação Calouste Gulbenkian, em Lisboa, e contou com a presença de Fernando Medina, da Presidente da Fundação Calouste Gulbenkian, Isabel Mota, do Reitor da Universidade de Lisboa, António Manuel da Cruz Serra, do advogado Sá Fernandes, de Dom Duarte, duque de Bragança, de Paulo Portas e do Presidente da República, Marcelo Rebelo de Sousa.